# Церковь Вознесения Господня (Еремеево)
Церковь Вознесения Господня — православный храм в деревне Еремеево Истринского района Московской области. Относится к Истринскому благочинию Одинцовской епархии Русской православной церкви.
Полагают, что церковь подворья Вознесенского монастыря существовала с XV века, взамен которой, в 1699 году была построена новая, также Вознесенская, с тёплой, во имя святителя Николая. После упразднения подворья церковь стала приходской, к 1810 году она обветшала и её разобрали. Начать строительство новой помешала Отечественная война 1812 года, храм был заложен лишь в 1814 году, окончен в 1821. В 1880-х годах бал надстроен верхний ярус колокольни и сооружён новый, железобетонный свод над трапезной.
Храм закрыли в 1938 году, после ареста и расстрела на Бутовском полигоне, настоятеля Ильи Вятлина, позже причисленного к лику новомучеников и исповедников Российских. Во время войны храм, практически, не пострадал, хотя в самом Еремеево, четыре раза переходившем из рук в руки, из 250 домов уцелело 4. В 2003 году храм возвращён церкви, возобновлены богослужения, на 2013 год шли восстановительные работы.